# 东北挺进军
国民革命军东北挺进军，是1937年至1946年国民革命军的一支军级部队，位于绥远、山西、陕西、察哈尔交界地区，由馬佔山集合東北軍餘部組成。

## 历史
1937年七七事变暴发后，马占山携旧部属邰中复、杜海山、张鹤川离开天津前往南京，向蒋介石请示到前线抗战。8月7日马占山得到蒋介石手令，赴晋北大同成立“东北挺进先遣军”，兼办东北四省招抚事宜，调拨在归绥的东北军骑兵第二军骑兵第六师刘桂五部与绥远省国民兵副司令李大超部为挺进军基干部队。
8月19日，刘桂五骑六师抵达大同。8月24日马占山抵达大同。马占山江桥抗战的旧部属邰斌山、程德峻等任职直属部队与机关；在太原的中共北方局派遣杜重远、栗又文、徐寿轩、邹大鹏、李士廉等带一部电台到大同，都得到了马占山的重用。1937年8月21日国民政府军事委员会任命马占山为司令。:409-410日军板垣师团8月27日占领张垣，主力从察南直趋山西平型关，酒井隆旅团向西进犯大同。阎锡山改变大同会战的计划，决定傅作义指挥的第七集团军一律南撤，弃绥保晋。9月13日大同失守，丰镇、9月19日集宁亦相继失守，马占山部退至归绥。绥远省国民兵司令袁庆曾率国民兵三个团从归绥仓皇南下河曲去补充傅作义的第三十五军；李大超带第三十五军军官训练队和军士训练队乘火车西退包头，到包头收容乡导员、自卫队等部，编为绥远省国民兵三个旅：一旅旅长马逢辰，二旅旅长李英夫，三旅旅长孟文仲，准备节节抵抗，撤往河套，给傅作义保存实力。
在绥远保卫战中，马占山委骑六师副师长王照堃为包（头）萨（拉齐县）警备司令并抚慰蒙旗，率十六团至包头一线布防堵击百灵庙方向之伪蒙军；骑六师刘桂五部2个团据守旗下营；马占山率领暂骑一旅、蒙古独立第一旅及国民兵团布防于归绥城东10里的大黑河一线；新骑三师和特务营负责归绥城防。一些地方名流在包头决定成立绥远军政委员会，推举马占山为委员长，代行集团军司令和省政府主席职权。会后，马占山立即致电骑六军门炳岳（辖骑七师、骑四师、新编骑五旅、新骑三师井得泉等）坚守武川，阻截德王伪蒙军4个骑兵师西侵，掩护归绥北翼；令骑六师刘桂五部在旗下营斗金山一带阻击西犯的伪蒙军李守信部4个骑兵师；李大超任归绥城防司令。10月11日下午，日本第26师团步兵团长黑田重德指挥独立混成第1旅团及混成第2旅团第3联队1个大队，先遣大队从凉城县向归绥城进发，与绥远省国民兵第三旅孟文仲部在和林县西沟门（现属盛乐镇）遭遇，10月12日晨孟旅退至大黑河防线，归绥保卫战正式打响。10月12日黑田所部主力从凉城出发，当天进抵大黑河。10月13日马占山和李大超等亲临大黑河前沿阵地，鉴于北路门炳岳骑七师等在武川一带受德王伪蒙军4个师进攻，中路刘桂五骑六师在旗下营斗金山与伪蒙军李守信部4个师和1个炮兵队已激战4天4夜势难久守，马占山和李大超遂令门炳岳、刘桂五、郭怀翰（绥远民众自卫军第四路）3部骑兵脱离战斗，沿阴山向西撤退，令归绥城郊守军翌日全部向包头转移。13日当晚，李大超将枪械、弹药等物资装上火车，星夜运往包头。东北挺进军向毕克齐撤退，退至包头，骑六师刘桂五部在磴口布防。10月14日上午，绥远省国民兵司令部人员先行撤退；中午，大黑河北岸的守军撤至台阁牧车站上了火车；下午，马占山亲率特务营在环城马路布防，直至蒙旗独立旅登上火车后，才与挺进军特务营到了台阁牧，马占山令从山后撤下来的新编骑三师师长井得泉星夜驰驻萨拉齐县，阻截西进敌军掩护主力在包头布防，然后马占山与从旗下营退下来的骑六师一同登上最后一列火车西退。此时，北路德王的伪蒙军包海明师已到归绥至武川公路地势险要之处蜈蚣坝顶，李守信的骑兵进到白塔车站。10月14日归绥被日军占领。黑田指挥日伪军分三路向西追击：伪蒙军骑兵第8、9师由武川进攻固阳；独立混成第1旅团沿平绥铁路向包头攻击；伪蒙军李守信指挥骑兵第1、4、5、6师在铁路以南西进。10月15日占领察素齐。10月16日占领萨拉齐、沙尔沁。10月17日晨日军进攻磴口，上午10时进占包头，并向五原方向追击了一段。东北挺进军退至五原。10月21日德王所部占领固阳。
随着归绥、包头陷落，伊盟的达拉特旗康王投敌、准格尔旗东西协理齐文英、奇凤鸣向德王靠拢。马占山率部万余人进驻伊盟大塔以南。11月初马占山在东胜召开伊盟各旗王爷会议。12月7日康王命令伪蒙军第八师进攻大塔以南的东北挺进军，12月17日至18日骑六师刘桂五部在达旗与东胜边界处羊场壕激战一夜击退伪蒙军。1937年12月16日，东北挺进军骑兵3师师长井得泉率领700多名骑兵化装为伪蒙军袭击了达拉特旗王府，歼200余人，拘押了康达多尔济（康王），先将其押送至陕西榆林，后送西安行营转重庆。1937年12月，东北挺进军进驻准格尔旗。1938年3月为了配合傅作义部发起绥南战役，傅作义第三十五军出山西偏关，经清水河、和林格尔反攻归绥，4月1日挺进军司令马占山率领所部刘桂五骑兵第六师、井得泉所部骑兵第三师、暂编一、二旅及特务营与程德峻部由高隆渡口渡过黄河深入绥南敌后，攻占凉城、河口、托克托等地，俘虏伪蒙军骑四团团长门树槐。4月中旬挺进军与日军重兵遭遇，马占山率主力入大青山周旋，袭扰归绥、武川，4月22日在安北县（今固阳县兴顺西乡）黄油杆子村附近渡黄河时遭日军截击，刘桂五阵亡；挺进军副司令邰斌山率领新编骑兵第三师和程德峻部向东进入敌后，在破坏了归绥东部的旗下营子车站后转而南下，4月23日下午13时，在凉城县境内阳坡窑子与日军遭遇，打退了日军，邰斌山乘机与驻防凉城的慕新亚联络劝其反正，4月26日伪蒙军第一军（军长李守信）第三师（师长王振华）第七团团长慕新亚在驻地凉城杀死了日本顾问13人，率第七团全部以及第八、九团两个连和保安队共一千二百余人反正；慕新亚部与邰斌山、井得泉部离开凉城西行，经清水河县下城湾西渡黄河至伊盟。1938年5月马占山奉命“警卫伊盟、坚守河防、扼制蒙奸”，转进陕北府谷县哈拉寨。1938年5月，赴中国考察抗战情况的美国海军陆战队上尉埃文斯·福代斯·卡尔逊来到府谷哈拉寨，访问了马占山和挺进军，把见闻写进了《中国的双星》一书中。1938年7月策反凉城保安队王耀华部300余人。1939年1月挺进军改编为东北挺进军，总司令马占山，隶属于第八战区，辖新编骑兵第五、第六师。1939年策反伪蒙军第三师杨兴华部300余人。1939年反正驻偏关县的伪军“西北自治军”第四师夏钧川部编为游击第二支队，1940年编为1个团。1940年5月3日经国民参政会上的政治斗争，主张抗日到底、设立东北四省流亡省政府的一派获胜，国民政府正式任命马占山为黑龙江省政府主席，在哈拉寨赵家大院的东北挺进军总指挥部加挂黑龙江省政府的牌子。1940年伪蒙军参谋长刘星寒反正。1940年底魏鴻緒同热河抗日先遣军司令白凤翔和挺进军旅长韩宇春向蒋介石举报将马占山有投日举动，遭马占山清算，被逼退出挺进军。马占山将韩宇（遇）春和白玉昆等4人以“纪律荡然、军法不容”的名义枪毙，白凤翔率先遣军投敌，新三师调归胡宗南为暂编一旅。1945年8月日军投降后，东北挺进军进驻大同城（今大同市平城區），由于马占山回北平休养，东北挺进军总司令职务由慕新亚代理。参加了1945年10月至12月的平绥路战役。1946年8月至9月大同集宁战役期间，东北挺进军（辖骑兵第5、6师，代总司令慕新亚）防守大同北关至火车站一带，依托车站水塔死守。1946年国军整编时取消东北挺进军总指挥部。
1937年中共派遣东北籍人员进入挺进军工作：
- 1937年8月北平东北特别支部成员栗又文在东北挺进军总部任秘书主任兼机要秘书，和邹大鹏成立东北挺进军地下党支部，栗又文任支部书记，发展中共党员几十人。后与白乙化联系，创办东总西北分会，发展会员数百人，多方资助白乙化到北平西山打游击。
- 邹大鹏任东北挺进军军械处长、刘桂五的骑兵第六师地下党支部书记。
- 白乙化：“七七事变”爆发后，中共中央北方局在太原重建了中共绥远省工委（不久改称绥西工委），白乙化任军事部长。1937年10月，在日军占领归绥、包头的形势下，以白乙化为书记的中共垦区工委决定领导垦民暴动，组织抗日武装。1937年10月19日，垦区工委组织20多名共产党员，在王志成等带领下，袭击了垦区办事处警卫股，缴获了一批枪支弹药，暴动取得了胜利。10月20日，暴动队伍开到五原。后又按中共绥西工委指示，返回垦区训练。为了保存这支革命力量，并争取由绥包退到河套的马占山东北挺进军共同抗日，垦区工委书记白乙化通过马占山挺进军中的地下党员，将暴动部队编入东北挺进军。1937年11月，由东北垦区暴动队伍组建的“东北挺进军抗日民族先锋队”正式成立，白乙化任总队长兼党总支书记，王德任参谋长，中队长罗平。1937年11月底，抗日民族先锋队南渡黄河，于1939年1月到达山西河曲县，与马占山部脱离关系，编入八路军一二O师三五九旅。1938年秋参加了粉碎日伪对雁北地区“扫荡”的战斗。1939年初，八路军三五九旅旅长王震给冀热察抗日根据地负责人萧克的信中说：“我这里有200多名平津流亡青年学生……有不少是共产党员。他们年轻，有文化知识，领会党的政策快，会做群众工作，为首的叫白乙化，曾在东北讲武堂学过军事。”萧克回复：“欢迎白乙化率‘抗日先锋队’来平西!”[5]1939年4月，白乙化率抗日民族先锋队由山西开进平西抗日根据地，编入冀热察挺进军，后与冀东抗日联军合编为华北人民抗日联军，董毓华任司令员，白乙化任副司令员。不久，董毓华病逝，白乙化独自挑起了领导重任。
- 东北救亡总会西北分会：1937年8月由栗又文、邹大鹏、关梦觉以马占山东北挺进军为基础建立。栗又文组建了挺进军地下党支部，帮助白乙化组织了“东北挺进支队”。

## 组织架构
出处：
- 总司令：马占山
- 副总司令：邰斌山/郭殿臣
- 参谋长容聿肃/盖克敏/戴济人(戴增骏)
- 政治部主任石九齡/魏鴻緒
- 总参议王鼎三/魏鴻緒
- 秘书长徐寿轩少将/段中藩
- 秘书主任兼机要秘书栗又文上校，
- 参谋处长萧兆群少将/李世勣，
- 副官处长吴元垣
- 军需处长田庆功
- 军械处长邹大鹏
- 军法处长张庆禄
- 秘书处长杜荀若少将（后任东北挺进军总司令部及黑龙江省政府驻渝办事处处长）
- 招抚处长：邓乃伯/程德峻（东北讲武堂第十一期）
- 兽医处长 蔡杰
- 交际科科长杜海山
- 骑兵特务营：营长张喜春/邰中复。原为张海涛部。辖4个骑兵连、迫炮连、通信连等
- 骑兵第六师：为基干部队。西安事变后，东北军骑兵第六师下辖两个骑兵团，一个步兵团，从西安移防绥远省归绥东郊旗下营子。师长刘桂五/王照堃（1938年4月）。
- 新编骑兵第三师：伪蒙军第二师（师长尹宝山）井得泉第六团于1937年9月商都战斗反正。师长井得泉，副师长朱子文。
- 暂编骑兵第一旅：1937年11月驻宝昌县伪蒙军（刘桂堂部）吕存义部反正
- 先遣支队/独立骑兵第二团：收编的伪蒙军—部和刘金山部。
- 暂编骑兵第二旅：1938年3月收编伪蒙军萨县保安团（团长齐凤鸣）刘盛五部
- 暂编骑兵第三旅：韩宇春部与杨毓青部合编
- 暂编游击第一支队：支队长程德峻（原属东北军马占山部）
- 暂编游击第二支队：1938年4月策反降日的伊盟保安队白玉昆部。支队长白玉昆
- 新编骑兵第五师：1938年3月收编的伪蒙军第一军第三师第七团慕新亚部。第七团反正前辖4个骑兵连和1个重机枪迫击炮连，装备与被服优质。反正后该师成为东北挺进军主力。1938年5月16日，孔祥熙、何应钦分别致电慕新亚对其反正爱国行为表示嘉勉；全国各大报纸纷纷发表评论，各政要纷纷致电赞扬。驻防准格尔旗沙圪堵。
- 独立骑兵第一团：收编的伪蒙军白玉昆部
- 蒙旗保安总队/蒙旗独立旅/新编第三师：1937年8月马占山在包头召开军事会议，决定将蒙旗保安总队改编为蒙旗独立旅，旅长白海风，政训部代主任云时雨（即云泽，时为该部科长），下设两个团，一个炮兵营。一团长纪松龄，政治指导员克力更；二团长朱实夫，政治指导员王允文。1937年8月间，日军进逼绥远，该旅开往归绥，在城南大黑河北岸及南茶坊布防。1937年10月12日夜，日军黑石旅团在伪蒙古军3个师配合下进攻归绥，蒙旗独立旅与绥远国民军、马占山部予以抵抗，10月13日，撤往包头，10月14日，该旅在昭君坟南渡黄河，取道伊盟的达拉特旗，转抵哈拉寨整编。日军由河曲、保德偷渡时，与八路军协同在府谷一带抗击日军。1938年春，该部队到达陕北的神木县，改番号为蒙旗独立旅，队伍扩大到近两千人。白海风赴武汉向国民政府军政部汇报，归途中于1938年4月到延安，向中共中央汇报工作，与先期到达的乌兰夫一起在1938年5月受到毛泽东的接见。毛泽东指示他们从抗日民族统一战线的大局出发，保障部队原来的面貌，以巩固与扩大全蒙抗日团结及蒙汉抗日力量。中共中央对蒙古混成旅有专门的工作指标和目标，并成立了相应的不公开的工作机构。作为秘密党员，白海风不参加该部党组织的活动，但对乌兰夫等人在部队开展思想政治工作等活动给予了种种保护。

1939年后编制：
- 新编骑兵第五师：师长慕新亚（东北讲武堂第十期骑兵科），副师长兼第14团团长程德峻。1939年反正的伪蒙军杨兴华部编为新骑5师第二团。1946年新骑五师被编为张垣绥署暂编骑兵第五旅，后又改编为暂编第二十七师，慕新亚任师长，驻集宁。1948年，暂编二十七师属暂编第三军（军长安春山），驻防张家口一带。在此期间又在康庄地区与解放军交战。1948年9月，暂编第三军改编为第一〇四军，暂编第二十七师被改编为第二六九师。平津战役打响后，傅作义的精锐部队第三十五军于1948年12月初在新保安被解放军包围，第一〇四军奉命前往救援，第二六九师于12月30日攻占了沙城（怀来），并与一〇四军二五〇师配合，攻至距新保安不足10里的马圈。12月10日，由于三十五军未能突围，东北野战军第四纵队进至康庄一带，安春山决定撤回北平，一0四军在撤退途中被击溃。慕新亚带一个团的兵力回北平。1949年1月，安春山第一〇四军重新整补。慕新亚再次担任第二六九师师长，负责防守北平城德胜门至安定门一带。北平和平解放后，第二六九师被改编为中国人民解放军独立第七十二师，归入中国人民解放军第三十九军的建制，慕新亚任师长。
- 新编骑兵第六师：1941年9月由暂编骑兵第12旅、独立第12旅和骑兵第五团合编而成。马占山兼任师长。1943年10月吕纪化（温州平阳人，黄埔六期骑兵科）接任师长.1946年为整编骑兵第十一旅，旅长由吕纪化担任。1947年胡逢泰任旅长。1948年12月在张家口被中共解放军消灭。
- 第一路军（即骑兵第15团）：司令海福龙，1946年8月14日率部300余人于大同集宁战役中在大同城外飞机场、白马城起义。发表了《致毛主席朱总司令电》，并致电全国同胞及内蒙古自治运动联合会主席云泽（乌兰夫）。